# Валмајер (Илиноис)
Валмајер (енгл. Valmeyer) град је у америчкој савезној држави Илиноис.

## Демографија
По попису из 2010. године број становника је 1.263, што је 655 (107,7%) становника више него 2000. године.
| Група             | 2000.       | 2010.         |
| Белци             | 597 (98,2%) | 1.225 (97,0%) |
| Афроамериканци    | 2 (0,3%)    | 3 (0,2%)      |
| Азијати           | 2 (0,3%)    | 3 (0,2%)      |
| Хиспаноамериканци | 5 (0,8%)    | 18 (1,4%)     |
| Укупно            | 608         | 1.263         |